# Valentibulla steyskali
Valentibulla steyskali är en tvåvingeart som beskrevs av Foote 1977. Valentibulla steyskali ingår i släktet Valentibulla och familjen borrflugor. Inga underarter finns listade i Catalogue of Life.